# حضور ایران در المپیادهای جهانی
در ایران المپیادهای علمی جهان بسیار ارزشمند است و نشان‌آوران المپیاد امتیازهای ویژه‌ای دارند. باشگاه دانش‌پژوهان جوان سرپرست این کار است. فاطمه مهاجرانی در خرداد ۱۳۹۷ خورشیدی اعلام کرد ایران تا پایان المپیادهای جهانی سال ۲۰۱۷ میلادی موفق به کسب ۶۸۱ مدال شده‌است و در اواسط سال ۲۰۲۴ از ۹۰۰ مدال عبور کرد. او دربارهٔ افت رتبه ایران در المپیادهای جهانی گفت: افت ایران به دلیل ضعف ساختار باشگاه دانش پژوهان جوان است، در دوران طلایی فعالیت باشگاه، ایران چندین سال رتبه برتر جهان شد و هم‌اکنون موفقیت شگفت‌انگیز ایران در سال‌های گذشته افت کرده‌است و ارزیابی کارشناسان نشان می‌دهد باشگاه دانش پژوهان جوان ماهیت و ساختار قبلی را ندارد. اگر این باشگاه استقلال مالی و حقوقی خود را پیدا کند اوضاع بهتر خواهد شد. در سال ۲۰۱۳ میلادی (۱۳۹۲ خورشیدی) حاصل کار در المپیادهای جهانی دانش آموزی فیزیک، شیمی، زیست‌شناسی، نجوم و اخترفیزیک، کامپیوتر و ریاضی کسب ۱۲ نشان طلا، ۱۵ نشان نقره و هفت نشان برنز بود که بهترین نتیجه در تاریخ حضور ۲۷ ساله ایران در رقابت‌های بین‌المللی المپیادهای علمی تا سال ۲۰۱۳ میلادی محسوب می‌شود. در اواسط سال ۲۰۲۴ میلادی در حالی که هنوز برخی از المپیادها باقی مانده اند تعداد مدال های ایران به ۹۰۱ مدال رسید.

## تاریخچه اولین حضور

### المپیادهای دانش آموزی متعارف
ایران از سال ۱۹۸۵ در المپیادها شرکت کرد. اولین حضور ایران حضور تک نفره احسان امامی فرد در المپیاد جهانی ریاضی بود که منجر به کسب اولین مدال (نقره) ایران از المپیادها شد. المپیادها میراث اروپای شرقی هستند و در ۲۶ سال اول ایران حضور نداشت. همچنان ایران در برخی المپیادها مثل فلسفه حضور ندارد.
1. المپیاد جهانی ریاضی - سال ۱۹۸۵ میلادی (۱۳۶۴ خورشیدی)
2. المپیاد جهانی فیزیک - سال ۱۹۸۹ میلادی (۱۳۶۸ خورشیدی)
3. المپیاد جهانی شیمی - سال ۱۹۹۳ میلادی (۱۳۷۲ خورشیدی)
4. المپیاد جهانی کامپیوتر - سال ۱۹۹۲ میلادی (۱۳۷۱ خورشیدی)
5. المپیاد جهانی زیست‌شناسی - سال ۱۹۹۹ میلادی (۱۳۷۸ خورشیدی)
6. المپیاد جهانی نجوم و اخترفیزیک - سال ۲۰۰۷ میلادی (۱۳۸۶ خورشیدی)
7. المپیاد جهانی نجوم - سال ۲۰۰۳ میلادی (۱۳۸۲ خورشیدی) + آخرین حضور سال ۲۰۰۷ میلادی (۱۳۸۶ خورشیدی)
8. المپیاد جهانی جغرافیا - سال ۲۰۲۰ میلادی (۱۳۹۹ خورشیدی)
9. المپیاد جهانی علوم زمین - سال ۲۰۲۱ میلادی (۱۴۰۰ خورشیدی)
10. المپیاد جهانی اقتصاد - سال ۲۰۲۴ میلادی (۱۴۰۳ خورشیدی)
11. المپیاد جهانی زبان شناسی - سال ۲۰۲۴ میلادی (۱۴۰۳ خورشیدی)
12. المپیاد جهانی هوش مصنوعی - سال ۲۰۲۴ میلادی (۱۴۰۳ خورشیدی)
13. المپیاد جهانی هندسه - سال ۲۰۱۵ میلادی ( ۱۳۹۳ خورشیدی)

### سایر المپیادها
1. المپیاد جهانی مهارت
2. المپیاد جهانی ستاره‌شناسی - اولین حضور در سال ۲۰۲۳ در دومین دوره به میزبانی روسیه
3. المپیاد جهانی علوم هسته ای - گفتنی است تیم چهار نفره جمهوری اسلامی ایران که با مدیریت و راهبری پژوهشگاه علوم و فنون هسته‌ای در نخستین المپیاد بین‌المللی علوم هسته‌ای ویژه دانش آموزان ۱۵ تا ۲۰ سال در فیلیپین شرکت کرد، موفق به کسب یک مدال نقره و ۳ مدال برنز این رقابت ها شد. سید ابوالفضل مهدئی از میان ۵۴ نفر از ۱۴ کشور جهان موفق به دریافت مدال نقره شد و سید محمد سجادیان، شایان رضازاده و آیدا بینا نیز مدال برنز کسب کردند.
4. المپیاد جهانی هندسه - به ابتکار ایران به صورت ملی و بین‌المللی در سراسر جهان از ۱۳۹۳ خورشیدی (۲۰۱۴) به صورت سالانه برگزار می‌شود.
5. المپیاد کانگورو - از سال ۲۰۰۸
6. المپیاد جهانی علوم نوجوانان - ایران به‌طور نامنظم در آن شرکت کرده و در سال‌های اخیر مسئولیت انتخاب و اعزام تیم بر عهده یک مؤسسه خصوصی است و نتایج ضعیفی کسب شده‌است.
7. مسابقه بین‌المللی فیزیک‌دانان جوان
8. المپیاد جهانی رباتیک
9. المپیاد جهانی میکروالکترونیک
10. مسابقه جهانی دعوت به ریاضیات WMI - ایران از سال ۲۰۲۲ شرکت کرده است.
11. المپیاد پایا - لیگ علمی بین‌المللی پیشگامان ایران اسلامی (پایا) - از سال ۱۳۸۷ به صورت ملی و بین‌المللی توسط ایران در چهار رشته ریاضی، فیزیک، شیمی و زیست برگزار می‌شود.
12. المپیاد خلاقیت آسیایی (DrCT)
13. المپیاد ریاضی آسیایی (SASMO)
14. المپیاد ریاضی آمریکا (AMO)
15. المپیاد ریاضی سنگاپور (SIMOC)
16. المپیاد زبان انگلیسی (KGL)
17. المپیاد علوم آسیایی (VANDA)
18. المپیاد نوجوانان آسیا (IJMO)
19. المپیاد بین‌المللی ریاضی و شیمی و آمار - از ۱۳۸۵ به میزبانی ایران به صورت دانشجویی[۷][۸]
20. المپیاد هنر (ملی و بین المللی) - توسط مرکز خلاقیت آریایی
21. المپیاد فلسفه (اسلامی) به صورت ملی
22. المپیاد علمی کشورهای اسلامی اولین دوره ۱۴۰۳

### المپیادهای دانشجویی و بین‌المللی علمی
1. مسابقات جهانی حافظه
2. مسابقات جهانی چرتکه (پاما، یوسی مس)
3. مسابقات جهانی لیوان چینی
4. مسابقات جهانی ماشین برقی
5. مسابقات جهانی پل ماکارونی
6. مسابقات جهانی بتن
7. مسابقات جهانی روبوکاپ
8. مسابقات جهانی نجات تخم مرغ
9. مسابقات جهانی اختراعات
10. مسابقات جهانی برنامه‌نویسی
11. مسابقات IMC + IMO ریاضی[۹]

## مدال‌ها در المپیادهای جهانی علمی دانش آموزی (ISO)

### توضیحات
در سال ۱۹۹۶ اولین المپیاد جهانی نجوم، بین دو کشور روسیه و سوئد برگزار شد این المپیاد همه ساله در یکی از کشورهای جهان برگزار می‌شود. پس از دوازده دوره در سال ۲۰۰۷ این المپیاد با تغییرات اساسنامه‌ای المپیاد جهانی نجوم و اخترفیزیک نام گرفت که اولین دوره جدید در تایلند، دومین دوره در اندونزی و سومین دوره آن سال ۲۰۰۹ در ایران برگزار شد. المپیاد جهانی نجوم همچنان برگزار می‌شود ولی ایران از سال ۲۰۰۷ به بعد فقط در المپیاد جهانی نجوم و اخترفیزیک شرکت می‌کند. از سال ۲۰۲۰ ایران در المپیاد جهانی جغرافیا و المپیاد جهانی علوم زمین شرکت می‌کند. همچنین ایران برای نخستین بار در سال ۲۰۲۴ در المپیاد جهانی زبان‌شناسی و المپیاد جهانی هوش مصنوعی حضور یافت. ولی همچنان در المپیاد جهانی فلسفه شرکت نکرده‌است.
تعداد مدال‌های ایران تا پایان سال ۲۰۱۹ میلادی بیش از ۷۰۰ مدال بوده است. تا پایان سال ۲۰۲۳ تعداد مدال ها به حدود ۸۵۰ مدال رسید. در سال های ۲۰۱۹ تا ۲۰۲۲ برخی از المپیادها به دلیل همه گیری در دنیا یا لغو شد و یا به صورت برخط (آنلاین) برگزار شد.

### مدال‌ها (۱۹۸۵–۲۰۲۴)
| المپیاد                                      | طلا | نقره | برنز | مجموع | منبع                 |
| -------------------------------------------- | --- | ---- | ---- | ----- | -------------------- |
| المپیاد جهانی ریاضی                          | ۵۱  | ۱۱۳  | ۵۰   | ۲۱۴   | [ ۱۹ ]               |
| المپیاد جهانی فیزیک                          | ۳۷  | ۷۲   | ۳۹   | ۱۴۸   | [ ۲۰ ] [ ۲۱ ]        |
| المپیاد جهانی شیمی                           | ۴۵  | ۵۸   | ۲۴   | ۱۲۷   | [ ۲۲ ] [ ۲۳ ]        |
| المپیاد جهانی کامپیوتر                       | ۳۱  | ۶۵   | ۲۳   | ۱۱۹   | [ ۲۴ ]               |
| المپیاد جهانی زیست‌شناسی                      | ۱۹  | ۵۵   | ۲۸   | ۱۰۲   | [ ۲۵ ] [ ۲۶ ] [ ۲۷ ] |
| المپیاد جهانی نجوم و اخترفیزیک (از سال ۲۰۰۷) | ۴۲  | ۵۴   | ۳۷   | ۱۳۳   | [ ۲۸ ]               |
| المپیاد جهانی نجوم (از سال ۲۰۰۳ تا سال ۲۰۰۷) | ۶   | ۱۱   | ۱۰   | ۲۷    | [ ۲۹ ]               |
| المپیاد جهانی اقتصاد                         | ۰   | ۱    | ۱    | ۲     | [ ۳۰ ]               |
| المپیاد جهانی علوم زمین                      | ۷   | ۸    | ۱۶   | ۳۱    | [ ۳۱ ]               |
| المپیاد جهانی جغرافیا                        | ۰   | ۰    | ۰    | ۰     | [ ۳۲ ] [ ۳۳ ]        |
| المپیاد جهانی هوش مصنوعی                     | ۰   | ۰    | ۱    | ۱     | [ ۳۴ ]               |
| المپیاد جهانی زبان‌شناسی                      | ۰   | ۰    | ۰    | ۰     | [ ۳۵ ]               |
| مجموع                                        | ۲۳۸ | ۴۳۷  | ۲۲۹  | ۹۰۴   | [ ۳۶ ]               |

- تا سال ۲۰۲۲ کشورها می‌توانستند دو تیم ۵ نفره در المپیاد جهانی نجوم و اخترفیزیک شرکت دهند. در سال‌های ۲۰۲۳ و ۲۰۲۴ فقط یک تیم ۵ نفره مجاز به حضور شدند.
- المپیاد جهانی نجوم از ۲۰۰۳ تا ۲۰۰۷ محاسبه شده است. سال ۲۰۱۹ ایران در آن شرکت کرد. در حال حاضر نام آن المپیاد اورآسیایی نجوم نام دارد. در سال ۲۰۰۷ ایران در هر دو رقابت جهانی نجوم شرکت کرده است.
- المپیاد جهانی نجوم و اخترفیزیک از ۲۰۰۷ شروع شده است. نتایج سال ۲۰۲۰ استونی چون غیررسمی بود محاسبه نشده است. در این رقابت ایران به ۲ طلا و ۲ نقره و ۴ برنز رسید.

## نتایج سال به سال

### ۲۰۲۰
ریاضی ۱ طلا ۳ نقره ۲ برنز، فیزیک ۵ نقره (؟)، شیمی ۱ طلا ۲ نقره ۱ برنز، زیست ۳ نقره ۱ برنز، رایانه ۳ طلا ۱ نقره، نجوم برگزار نشد، جغرافی مدال نگرفتند. در کل ۵ طلا و ۱۴ نقره و ۵ برنز (۲۴ مدال)

### ۲۰۲۱
نتایج و مدال های کسب شده تیم‌های ملی المپیادهای دانش‌آموزی کشورمان در المپیادهای علمی جهانی سال ۲۰۲۱ را در اینجا مشاهده نمایید. مسابقات این دوره با توجه به شرایط اپیدمی کووید ۱۹، به صورت مجازی و آنلاین برگزار شد.
۵ طلا و ۱۶ نقره و ۷ برنز در کل ۲۸ مدال
اعضای تیم ملی المپیاد دانش‌آموزی علوم زمین که برای شرکت در المپیاد جهانی علوم و زمین روسیه در سال ۲۰۲۱ برگزیده شده بودند، موفق به کسب مدال‌های مختلف در چهار بخش شدند.
آزمون تستی DMT  چهار نقره و دو برنز
آزمون فرود بر مریخ Mission to mars چهار طلا و دو نقره
پروژه سیستم های زمینی ESP دو طلا و یک نقره و یک برنز
تیم تحقیقات صحرایی NTFI سه برنز
در اولین حضور خود، تیم ۶ نفره ایران (از ۲۴ فرصت مدال) موفق به کسب ۶ طلا و ۷ نقره و ۶ برنز (در کل ۱۹ مدال) شد.

### ۲۰۲۲
دانش‌آموزان ایرانی در المپیادهای علمی جهانی ۲۰۲۲ توانستند در مجموع ۲۰ مدال طلا، ۹ نقره و ۳ برنز (در کل ۳۲ مدال) کسب کنند. 

### ۲۰۲۳
دانش‌پژوهان المپیاد علوم‌زمین ایران، محمدحسین ترابی، پارسا جمالی رشت‌آبادی، مهدی غلامی‌راد، احسان فرهادی‌فارمد در شانزدهمین المپیاد جهانی علوم‌زمین که از تاریخ ۲۹ مرداد تا ۴ شهریور به میزبانی چین به صورت برخط برگزار شد، توانستند در بخش NTFI چهار مدال برنز و بخش DMT سه مدال برنز کسب کنند. در بخش ESP پارسا جمالی همراه اعضای تیمی خود که متشکل از دانش‌آموزان اوکراین، ایتالیا، فنلاند و آمریکا بودند مدال طلا را کسب کردند و مهدی غلامی راد همراه اعضای تیمی خود که متشکل از دانش‌آموزان اوکراین، ایتالیا، فنلاند، آمریکا و اسپانیا بود مدال برنز کسب کردند. جمهوری اسلامی ایران برای سومین سال در این مسابقات شرکت کرده بود.
در المپیاد جهانی نجوم ۲۰۲۳ کشور لهستان میزبان اجازه حضور دو تیم از ایران را نداد و ۵ مدال به راحتی از دست رفت.
۷ طلا و ۱۶ نقره و ۹ برنز (۳۲ مدال) کسب شد.
۱ طلا و یک برنز اشتراکی در علوم زمین و ۶ طلای ستاره‌شناسی علاوه بر ۳۲ مدال بالا کسب شد.

### روند ۱۰ ساله
ایران از سال ۲۰۱۴ تا ۲۰۲۳ طی ده سال موفق به کسب ۳۲۹ مدال در هفت المپیاد شده است که ۱۱۰ تای آن طلا بوده است. 

### ۲۰۲۴
در سال ۲۰۲۴ ایران در ۱۱ المپیاد شرکت کرد که شامل ۹ اعزام، یک میزبانی و یک حضور به صورت آنلاین بود. دو المپیاد برای اولین بار اعزام شدند.
‌وی در ادامه افزود: «ایران امسال برای اولین بار در المپیاد جهانی زبان‌شناسی ویژه دانش‌آموزان رشته علوم انسانی حضور خواهد یافت. اعزام نخبگان دانش‌آموز ایرانی به این مسابقات ۲ مرداد به کشور برزیل خواهد بود.»
‌‌حسینی گفت: «المپیاد علوم زمین امسال در چین ‌برگزار می‌شود. اعزام دانش‌آموزان تیم المپیاد جهانی ایران در تاریخ ۱۸ مرداد خواهد بود. همچنین ایران امسال برای اولین‌بار در المپیاد هوش مصنوعی شرکت خواهد کرد. اعزام دانش‌آموزان به این المپیاد ۱۹ مرداد به کشور همسایه یعنی عربستان سعودی خواهد بود.»
‌رئیس باشگاه دانش‌پژوهان جوان افزود: «المپیاد جهانی کامپیوتر امسال در مصر برگزار می‌شود. اعزام اعضای تیم المپیاد کامپیوتر ایران به مسابقات ۲۰۲۴ مصر ۱۱ شهریور خواهد بود. همچنین المپیاد جهانی اقتصاد امسال در هنگ‌کنگ چین برگزار می‌شود. تیم ایران در المپیاد جهانی اقتصاد و مدیریت به صورت برخط شرکت خواهد کرد.»

## المپیاد هوش مصنوعی
اولین حضور ۲۰۲۴ بود. IOAI

## المپیاد زبان‌شناسی
اولین حضور ۲۰۲۴ بود.

## المپیاد هندسه
از سال ۱۳۹۳ برگزار می شود.
نتایج بین المللی:
1. دوره اول ۱۳۹۳: [۴۶]
2. دوره دوم ۱۳۹۴: [۴۷] ایران ۲ طلا، ۸ نقره، ۴ برنز
3. دوره سوم ۱۳۹۵: [۴۸]
4. دوره چهارم ۱۳۹۶: [۴۹] ایران ۷ طلا، ۳ نقره، ۷ برنز
5. دوره پنجم ۱۳۹۷: [۵۰]
6. دوره ششم ۱۳۹۸: [۵۱]
7. دوره هفتم ۱۳۹۹: [۵۲]
8. دوره هشتم ۱۴۰۰: [۵۳]
9. دوره نهم ۱۴۰۱: [۵۴]
10. دوره دهم ۱۴۰۲: [۵۵][۵۶]
11. دوره یازدهم ۱۴۰۳:

این رقابت در سه سطح و سپس در سال های بعدتر در چهار سطح برگزار می شود.

## المپیاد جهانی فن آوری نانو
1. دوره اول ۱۳۹۷ ایران
2. دوره دوم ۱۴۰۳ مالزی

## المپیاد اقتصاد
اولین حضور رسمی ۲۰۲۴ بود که قبل از آن در سال ۲۰۲۳ رتبه ایران در این عرصه از ۴۷ به ۴۶ رسید بابت کسب مدال برنز جهانی جناب آقای حسین رضائی ساکن استان البرز باعث ارتقا یک رتبه شد. دانش‌آموزان ایرانی  در المپیاد جهانی اقتصاد مدال آوردند و افتخارآفرین شدند. تیم المپیاد اقتصاد و مدیریت دانش‌آموزی ایران با کسب یک مدال نقره و یک مدال برنز توسط صهبا انصاری و ابوالفضل مدیرروستا توانست برای نخستین بار در این المپیاد جهانی، موفق به کسب دو مدال شود. سیدرضا حسینی، رئیس باشگاه دانش‌پژوهان جوان، در نشستی خبری گفت: «باشگاه چهار سال است که المپیاد اقتصاد را در سطح کشور برگزار می‌کند،المپیاد جهانی اقتصاد رویداد خیلی مهمی است و به صورت غیررسمی در این المپیاد شرکت می‌کردیم و رتبه‌های خوبی هم نداشتیم. سال گذشته از بین ۴۷ کشور رتبه ۴۶ را داشتیم.» سیدرضا حسینی، رئیس باشگاه دانش‌پژوهان جوان، گفت: برای اولین بار اعزام زیر نظر باشگاه انجام شد، از ۵۲ کشور رتبه ۲۷ را کسب کرد و دو مدال برنز و نقره جهانی به دست آورد.

## المپیاد علوم زمین
- 'IESO 2021' در تیومن در کشور روسیه (آنلاین): اولین حضور رسمی تیم ملی ایران در این دوره اتفاق افتاد. در آن سال تیم ایران موفق به کسب ۶ مدال طلا، ۷ مدال نقره و ۶ مدال برنز شد.[۵۸]

| آزمون                  | آزمون تستی DMT | آزمون فرود بر مریخ Mission to Mars | پروژه سیستم‌های زمینی ESP | تیم تحقیقات صحرایی NTFI |
| نام و نام خانوادگی     | مدال           | مدال                               | مدال                     | مدال                    |
| ---------------------- | -------------- | ---------------------------------- | ------------------------ | ----------------------- |
| فاطمه احمد نژاد شرامین | نقره           | طلا                                | برنز                     | برنز                    |
| آنا میرمیرانی          | برنز           | نقره                               | طلا                      | برنز                    |
| امیرپویا دانشوریان     | نقره           | طلا                                | -                        | برنز                    |
| امیرمحسن افشاری صالح   | نقره           | طلا                                | نقره                     | -                       |
| آرمین نجف‌زاده          | برنز           | طلا                                | -                        | -                       |
| سیدپارسا علوی          | نقره           | نقره                               | طلا                      | -                       |

- 'IESO 2022' در ائوستا در کشور ایتالیا (آنلاین): در این سال یاسین التماسی، محمدسینا آقابابایی، سیدمحمدمهدی موسوی‌کلات، سمیرا احمد نژادشرامین در بخش NTFI به صورت گروهی، موفق به دریافت مدال برنز شدند.[۵۸]
- 'IESO 2023' برگزاری آنلاین: در این سال محمدحسین ترابی، پارسا جمالی رشت‌آبادی و مهدی غلامی‌راد توانستند در بخش DMT مدال برنز دریافت کنند. همچنین مهدی غلامی‌راد مدال برنز و پارسا جمالی رشت‌آبادی مدال طلا را در بخش ESP کسب نمودند. (دیگر اعضای تیم ملی: احسان فرهادی‌فارمد)[۵۸]
- 'IESO 2024' در پکن در کشور چین: این سال، اولین دوره ای بود که تیم ملی ایران به صورت حضوری در رقابت شرکت می‌کرد. در این سال سیدامیرعلی هاشمی‌نژاد موفق به کسب یک مدال برنز در بخش ITFI و یک مدال نقره در بخش ESP شد. فاطمه حقانی مبارکه نیز در بخش آزمون تستی انفرادی، مدال برنز را کسب نمود. (دیگر اعضای تیم ملی: صدرا کاظمیان و هاتفه رسولی)[۵۸]

## المپیاد جغرافیا
از سال ۲۰۲۰ شرکت می کند ولی تا ۲۰۲۳ مدالی به دست نیاوردند.

## المپیاد نجوم
- المپیاد هشتم: در سال ۲۰۰۳ میلادی (۱۳۸۲) ایران برای نخستین بار به‌طور غیررسمی، با حمایت سازمان ملی پرورش استعدادهای درخشان تیمی متشکل از یک دانش آموز دختر و دو دانش آموز پسر (از دانش آموزان مدارس استعدادهای درخشان تهران) را برای شرکت در هشتمین المپیاد جهانی نجوم به کشور سوئد اعزام نمود که ره آورد این تیم، سه مدال برنز بود.
- المپیاد نهم: در سال ۲۰۰۴ هم تیمی متشکل از ۵ دانش آموز دختر برای شرکت در نهمین المپیاد جهانی نجوم به کشور اکراین سفر کرد. در آن سال تیم ایران موفق به کسب یک مدال طلا، دو مدال نقره و دو مدال برنز شد.
- المپیاد دهم: در سال ۲۰۰۵ میلادی (۱۳۸۴) توسط باشگاه دانش پژوهان جوان کمیته علمی نجوم تشکیل و آزمون المپیاد نجوم در بین دانش آموزان سراسر کشور برگزار شد. در این دوره، تیم ملی ایران از چهار دانش آموز دختر و سه دانش آموز پسر تشکیل شده بود که در مسابقات جهانی المپیاد نجوم در چین شرکت و با کسب یک مدال طلا، دو مدال نقره و سه مدال برنز و یک دیپلم افتخار، مقام چهارم جهان را کسب کرد. خانم آزاده فتاحی علاوه بر کسب مدال طلا دراین دوره موفق به کسب مدال ویژه بالاترین نمره در امتحان تئوری نیز شد.
- المپیاد یازدهم: در سال ۲۰۰۶ یازدهمین المپیاد جهانی نجوم در کشور هندوستان برگزار شد. تیم ملی ایران با یک دانش آموز دختر و چهار دانش آموز پسر در این المپیاد شرکت کرد. در این دوره، تیم ملی ایران با یک مدال طلا، دو مدال نقره و دو مدال برنز موفق به کسب مقام سوم در جهان شد. در این رقابت‌ها الهه سادات نقیب و صدرا جزایری توانستند نمرهٔ کامل را در امتحان رصد کسب کنند.[۵۹]
- المپیاد دوازدهم: در سال ۲۰۰۷ جمهوری اسلامی ایران با تیم ملی المپیاد نجوم خود (شامل دو دانش آموز دختر و شش دانش آموز پسر) در دوازدهمین المپیاد جهانی نجوم اوکراین موفق به کسب مقام اول جهان در رده سنی زیر ۱۷ سال شد. دانش آموزان ایرانی با کسب سه مدال طلا و پنج مدال نقره برای کشور افتخار آفرینی کردند. در این دوره آقای سید امیر سادات موسوی دانش آموز ملایری، برنده مدال طلا و موفق به کسب بالاترین نمره در بین دانش آموزان شرکت کننده شد.

## المپیاد فیزیک
| تعداد شرکت کنندگان ایرانی |     |
| دختر                      | پسر |

| تعداد مدال‌های تیم ایران |      |      |              |
| طلا                     | نقره | برنز | دیپلم افتخار |

## المپیاد شیمی
- 'IChO 1992' در کشور آمریکا: حضور ایران به عنوان ناظر برای دریافت جواز حضور در المپیادهای بین‌المللی شیمی. اعضای تیم شش نفره کشوری: شهرام اویس قرن، شهرام شهیم، علیرضا شریفی، فریبرز فردوسی، مرجان جدی و پدرام رضوی.
- 'IChO 1993' در کشور ایتالیا: در این سال بابک فغفوریان مدال نقره و محمد رضا اکبری، علیرضا حریری و محمد شعاری مدال برنز گرفتند و در مجموع تیم ایران در اولین حضور خود به مقام شانزدهم رسید (نفرات ذخیره: روزبه غفاری و امید رضا مؤمن زاده). [نیازمند منبع]
- 'IChO 1994' در کشور نروژ: در این سال علی واحدی مدال طلا، آرش ابراهیم پور مدال نقره و محمدرضا شادنام و هادی مازوچی مدال برنز گرفتند و در مجموع تیم ایران به مقام ششم رسید (نفرات ذخیره: امید خاکشور و سهیل غیاثی حافظی).
- 'IChO 1995' در کشور چین: در این سال هر ۴ عضو تیم، علی جلالی (نفر سوم جهان)، مهدی رزاقی، رضا شاه اکبری و روزبه کیانی (نفر اول جهان) مدال طلا گرفتند و در مجموع تیم ایران به مقام اول رسید (نفرات ذخیره: فرزاد فانی پاکدل و سیدرضا منصوری).
- 'IChO 1996' در کشور روسیه: در این سال هژیر رحمانداد (نفر سوم جهان)، افشین شاملی و علیرضا شایسته مدال طلا و مهرداد ملیحی مدال نقره گرفتند و در مجموع تیم ایران به مقام اول رسید (نفرات ذخیره: علیرضا حیدری و کاوه کاهن).
- 'IChO 1997' در کشور کانادا: در این سال بابک جاویدی دشت بیاض (نفر سوم جهان) مدال طلا و کاوه جورابچی، کیوان محرم زاده و سیاوش پورکمالی انارکی مدال نقره گرفتند و در مجموع تیم ایران به مقام سوم رسید (نفرات ذخیره: بابک حیدری و عطا کرباسی).
- 'IChO 1998' در کشور استرالیا: در این سال مهدی نجفی مدال نقره و پدرام انصاری آستانه، رضا شرقی و امیر مسلم قاسمی ورنامخواستی مدال برنز گرفتند و در مجموع تیم ایران به مقام چهاردهم رسید (نفرات ذخیره: امین حقیقت جهرمی و علیرضا مشاوری نیا).
- 'IChO 1999' در کشور تایلند: در این سال رضا کلانتری، مهدی کهرم و بابک گرایلی مدال طلا و پویا ساجدی کنفی مدال برنز گرفتند و در مجموع تیم ایران به مقام سوم رسید (نفرات ذخیره: عرفان امینی و محمد نجم‌زاده).
- 'IChO 2000' در کشور دانمارک: در این سال محمد بهرامی مدال طلا، امیر ضابط خصوصی و زکیه واحدیان اردکانی مدال نقره و محمد اسدالهی بابلی مدال برنز گرفتند و در مجموع تیم ایران به مقام ششم رسید (نفرات ذخیره: حمیدرضا سلیمی و محمد شاه ولی).
- 'IChO 2001' در کشور هند: در این سال شادی رجبی (دختر اول جهان) و سپهر فدایی مدال طلا و مونا فلاح تفتی و علی اصغر محمدی مدال نقره گرفتند و در مجموع تیم ایران به مقام دوم رسید (نفرات ذخیره: فخرالدین ترابی و محمدرضا صابری مقدم).
- 'IChO 2002' در کشور هلند: در این سال نورالسادات ترابی مدال طلا، محمد شاهی و مهدی شیردل مدال نقره و اجبار آقایاری مدال برنز گرفتند و در مجموع تیم ایران به مقام ششم رسید (نفرات ذخیره: هستی امیری و علیرضا ایرانشهر).
- 'IChO 2003' در کشور یونان: در این سال حامد ثانی خانی، محمد رشیدیان، حسین صادقی اصفهانی و نوا قرایی مدال طلا، سهیل عباس پور مدال برنز گرفتند و در مجموع تیم ایران به مقام دوم رسید (نفرات ذخیره: آذین شهاب و فرید موحدی نایینی).
- 'IChO 2004' در کشور آلمان: در این سال سیداسماعیل سیدان، امیر صابری و هامون طهماسبی مدال نقره و رضا نصیری محلاتی مدال برنز گرفتند و در مجموع تیم ایران به مقام یازدهم رسید (نفرات ذخیره: پاشا انوری و حسین عادلی جلودار).
- 'IChO 2005' در کشور تایوان: در این سال مجتبی شریف‌زاده و سارا بیگی مدال طلا و امیر حسین خوشامن و فؤاد تقدیری مدال نقره گرفتند و در مجموع تیم ایران به مقام سوم رسید (نفرات ذخیره: نکو پناهی، سبا جعفرپور، محمدامین رحیمیان و سیدحسام موسوی مهر).
- 'IChO 2006' در کشور کره جنوبی.
- 'IChO 2007' در کشور روسیه.
- 'IChO 2008' در کشور مجارستان.
- 'IChO 2009' در کشور انگلستان.

## المپیاد کامپیوتر

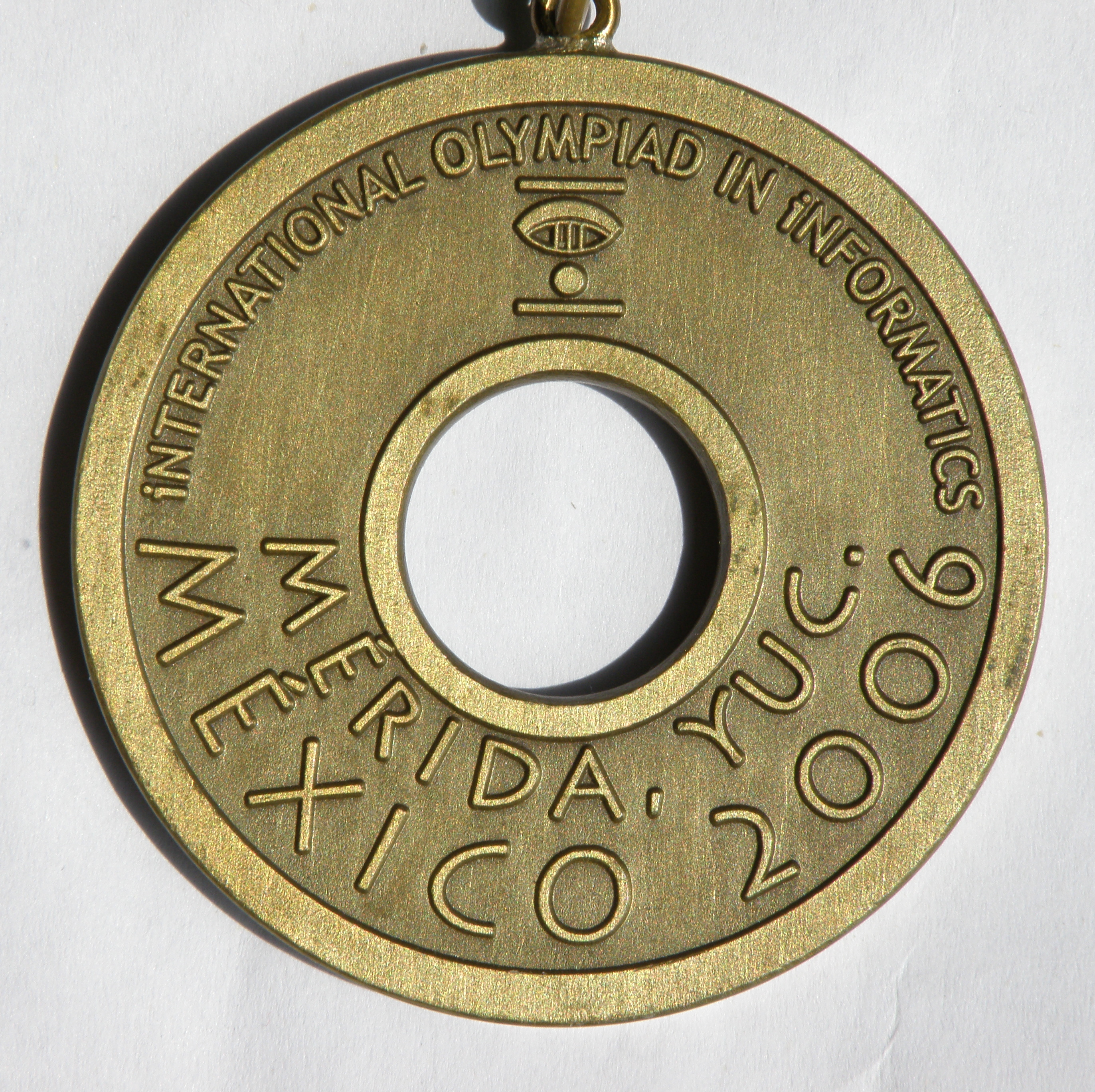
مدال برنز ۲۰۰۶

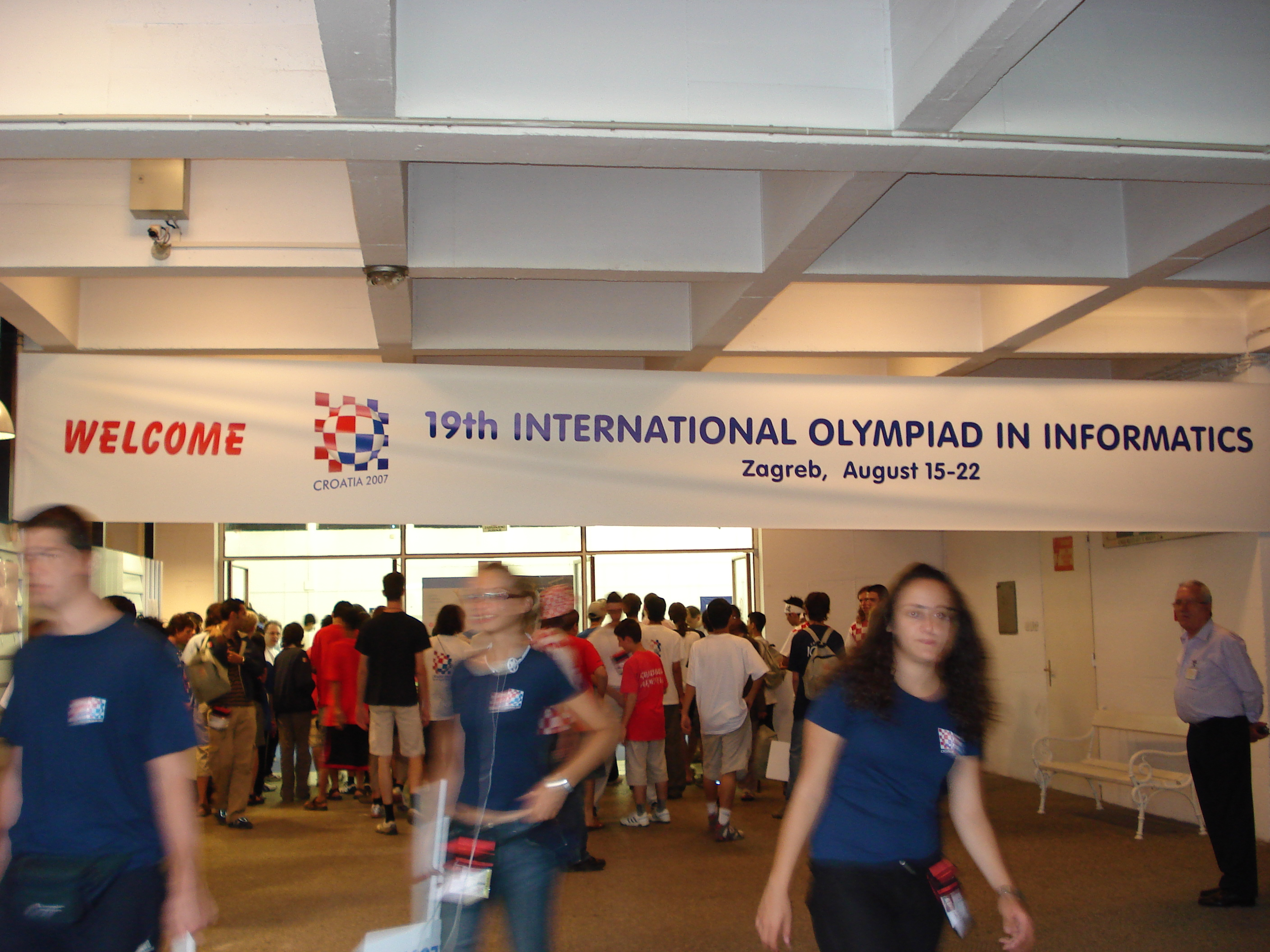
سالن مسابقه ۲۰۰۷

حضور ایران در المپیاد کامپیوتر از سال ۱۳۷۰ شروع شد. در سال ۱۹۹۱ ایران در سومین المپیاد جهانی انفورماتیک که در یونان برگزار شد دکتر یحیی تابش را به‌عنوان «ناظر» اعزام کرد. در سال ۱۹۹۲ (۱۳۷۱) اولین تیم المپیاد کامپیوتر ایران به سرپرستی دکتر یحیی تابش و دکتر محمد قدسی در چهارمین المپیاد انفورماتیک در بن آلمان شرکت کرد.
- 'IOI ۱۹۸۹' در پراوتز کشور بلغارستان.
- 'IOI ۱۹۹۰' در مینسک در کشور بلاروس.
- 'IOI ۱۹۹۱' در آتن در کشور یونان.
- 'IOI ۱۹۹۲' در بن در کشور آلمان. در این مسابقه محمد مهدیان وسعید میرزایی بویینیمدال‌های نقره و فرشاد رستم‌آبادی و کیومرث کاوه‌مریان مدال‌های برنز دریافت کردند و رتبهٔ تیم ایران از نظر جمع امتیازها ۱۴ و از نظر رنگ مدال‌ها ۹ شد. سرپرستات تیم اعزامی: یحیی تابش و محمد قدسی.
- 'IOI ۱۹۹۳' در مندوزا در کشور آرژانتین. در این سال مهدی فولادگر مدال طلا و علی ایرانلی، محمد مهدیان و سعید بهزادپور مدال برنز دریافت کردند و رتبه تیم از نظر جمع امتیاز چهارم شد. سرپرستان تیم اعزامی: محمد قدسی و یحیی تابش. [نیازمند منبع]
- 'IOI ۱۹۹۴' در هانینج در کشور سوئد. در این سال مهدی فولادگر مدال نقره و یاشار گنجعلی و شادی رستمی حصارسرخ مدال برنز دریافت کردند و محمد رضا صلواتی پور دیپلم افتخار گرفت. سرپرستان تیم اعزامی: محمد قدسی و نظام‌الدین مهدوی امیری. [نیازمند منبع]
- 'IOI ۱۹۹۵' در آیندهوون در کشور هلند. در این سال روزبه پورنادر و مهران مهر مدال نقره و بابک فرزاد و کامران باور و رؤیا بهشتی مدال برنز دریافت کردند. سرپرستان تیم اعزامی: محمد قدسی و نظام‌الدین مهدوی امیری.[۶۰]
- 'IOI ۱۹۹۶' در وسپرم در کشور مجارستان. روزبه پورنادر مدال طلا، احسان چینی فروشان و مهران مهر مدال نقره و امین صابری مدال برنز دریافت کردند. سرپرستان تیم اعزامی: محمد قدسی و نظام‌الدین مهدوی امیری.[نیازمند منبع]
- 'IOI ۱۹۹۷' در کیپ تاون در کشور آفریقای جنوبی. در این سال مهدی میرزازاده، مانا تقدیری، محمد تقی حاجی آقایی مدال نقره و سید بشیر سجاد مدال برنز دریافت کردند. سرپرستات تیم اعزامی: محمد قدسی و عبادالله محمودیان.[نیازمند منبع]
- 'IOI ۱۹۹۸' در ستوبال کشور پرتغال. در این سال پویان خواجه‌پور تادوانی، شهاب اویس‌قرن، بهشاد بهزادی، ناصر فرامرزپور مدال نقره کسب کردند. سرپرستان: محمد قدسی، عبادالله محمودیان و قاسم جابری‌پور.[نیازمند منبع]
- 'IOI ۱۹۹۹' در آنتالیا در کشور ترکیه. احسان فروغی مدال طلا، سید بهداد اسفهبد میر حسین‌زاده و محمود قندی مدال نقره و محمد حسین فرداد مدال برنز دریافت کردند. سرپرستان: محمد قدسی و علی‌اصغر خانبان.[نیازمند منبع]
- 'IOI ۲۰۰۰' در پکن در کشور چین. در این سال سید بهداد اسفهبد میر حسین‌زاده و علی شریفی زارچی مدال طلا، امید اعتصامی مدال نقره و حمید مهینی مدال برنز گرفتند و در مجموع تیم ایران به مقام ششم رسید. سرپرستان: محمد قدسی، علی‌اصغر خانبان و قاسم جابری‌پور.[نیازمند منبع]
- 'IOI ۲۰۰۱' در تامپره در کشور فنلاند. در این سال محمد هادی فروغمند اعرابی مدال طلا، مهران حیدرزاده مدال نقره و سما گلیایی و سعید علایی مدال برنز گرفتند و در مجموع تیم ایران به مقام یازدهم رسید. سرپرستان: محمد قدسی، قاسم جابری‌پور.[۶۱]
- 'IOI ۲۰۰۲' در یونگ-این در کشور کره جنوبی. در این سال محمد حسین باطنی مدال طلا، حامد احمدی‌نژاد و محمد محرمی مدال نقره و سیاوش بن عباس مدال برنز گرفتند. سرپرستان: محمد قدسی، قاسم جابری‌پور.[نیازمند منبع]
- 'IOI ۲۰۰۳' در ویسکانسین در کشور ایالات متحده آمریکا. در این سال به علت انگشت‌نگاری تیم ایران به تصمیم هیئت امنای باشگاه دانش‌پژوهان جوان از شرکت در المپیاد جهانی منع شد[نیازمند منبع]، ولی به صورت میهمان در مسابقات المپیاد کامپیوتر اروپای مرکزی (CEOI ۲۰۰۳) (به سرپرستی قاسم جابری‌پور و علی شریفی) شرکت کردند. در این مسابقات، مرتضی زادی‌مقدم دیپلم افتخار گرفت و محمد نوروزی، کیان میرجلالی، سید امین سیدی رشخوار، شایان اویس‌قرن و سیاوش رهبر نودهی ۵ مدال نقره کسب کردند. در این مسابقات که تیم‌هایی از آمریکا و هلند نیز به شکل میهمان شرکت داشتند، به لحاظ تیمی ایران پس از لهستان به مقام دوم رسید.
- 'IOI ۲۰۰۴' در آتن در کشور یونان. در این سال شایان اویس قرن مدال طلا، آیدین نصیری شرق، سید حسین کفاش بخارایی و سید البرز مظلومیان مدال نقره کسب کردند. سرپرستان: قاسم جابری‌پور، محمد حسین فرداد و مرتضی زادی‌مقدم. *وبگاه المپیاد جهانی سال ۲۰۰۴
- 'IOI ۲۰۰۵' در نوی‌سانچ در کشور لهستان. در این سال مهدی صفرنژاد و محمد مهینی مدال نقره و علی ملک‌زاده و امین صادقی مدال برنز دریافت کردند. سرپرستان: قاسم جابری‌پور، محمد حسین باطنی و محمد هادی فروغمند اعرابی. *وبگاه المپیاد جهانی سال ۲۰۰۵
- 'IOI ۲۰۰۶' در مریدا در کشور مکزیک. در این سال وحید لیاقت مدال طلا، نیما احمدی‌پور اناری و شایان احسانی مدال نقره و حسام الدین اخلاق پور مدال برنز دریافت کردند. سرپرست: قاسم جابری‌پور، حمید مهینی و سید امین سیدی رشخوار. *وبگاه المپیاد جهانی سال ۲۰۰۶
- 'IOI ۲۰۰۷' در زاگرب در کشور کرواسی. در این سال سپیده مه آبادی مدال طلا و سینا صادقیان، حسام الدین اخلاق پور و سعید رضا صدیقین مدال نقره دریافت کردند. سرپرستان: قاسم جابری‌پور، محمد هادی فروغمند اعرابی، سما گلیایی و حامد احمدی‌نژاد. *وبگاه المپیاد جهانی سال ۲۰۰۷
- 'IOI ۲۰۰۸' در قاهره در کشور مصر. اعضای تیم: سعید رضا صدیقین، پویا وحیدی فردوسی، سهیل احسانی بنافتی، و ملیکا ابوالحسنی. همراهان قاسم جابری‌پور، کیان میرجلالی و سپیده مه‌آبادی. این تیم به علت ناهماهنگی با دفتر حافظ منافع مصر در ایران در رابطه با فرایند صدور ویزا و و صدور همراه با تأخیر آن از شرکت در مسابقات محروم ماند.[۶۲] [نیازمند منبع]
- 'IOI ۲۰۰۹' در پلاودیو در کشور بلغارستان. در این سال علی بابایی چشمه احمدرضایی مدال طلا و سهیل احسانی بنافتی، فرشته خانی و پویا وحیدی فردوسی مدال نقره دریافت کردند. *وبگاه المپیاد جهانی کامپیوتر سال ۲۰۰۹
- 'IOI ۲۰۱۰' در واترلو در کشور کانادا. در این سال علی بابایی چشمه احمدرضایی مدال طلا و مهرداد طهماسبی، سید مهران خلدی مدال نقره و بهروز ربیعی مدال برنز دریافت کردند. *وبگاه المپیاد جهانی کامپیوتر سال ۲۰۱۰
- 'IOI ۲۰۱۱' در پاتایا در کشور تایلند. در این سال سید مهران خلدی، محمد رضا مصدق مهر، سجاد جلالی ندوشنی و کسری عدالت‌نژاد خامنه مدال نقره و محمدرضا کسنوی مدال برنز دریافت کردند. سرپرستان: دکتر محمدعلی صفری، آیدین نصیری شرق و دکتر محمدعلی آبام *وبگاه المپیاد جهانی کامپیوتر سال ۲۰۱۱
- '۲۰۱۲ IOI' در سیرمیونه در کشور ایتالیا. در این سال سعید ایلچی و سید حامد ولی زاده مدال طلا و علیرضا فرهادی و محمدرضا ملکی مدال نقره دریافت کردند. سرپرستان: دکتر محمدعلی آبام، سعید صدیقین و علی شریفی زارچی. *وبگاه المپیاد جهانی کامپیوتر سال ۲۰۱۲

| سال  | کشور میزبان | رتبه ایران از نظر مدال | رتبه ایران از نظر جمع نمره |
| ---- | ----------- | ---------------------- | -------------------------- |
| ۲۰۰۰ | چین         | ۳                      | ۶                          |
| ۲۰۰۱ | فنلاند      | ۱۱                     | ۱۳                         |
| ۲۰۰۲ | کره جنوبی   | ۱۰                     | ۱۱                         |
| ۲۰۰۴ | یونان       | ۶                      | ۵                          |
| ۲۰۰۵ | لهستان      | ۱۶                     | ۱۳                         |
| ۲۰۰۶ | مکزیک       | ۱۰                     | ۷                          |
| ۲۰۰۷ | کرواسی      | ۸                      | ۹                          |
| ۲۰۰۹ | بلغارستان   | ۱۱                     | ۸                          |
| ۲۰۱۰ | کانادا      | ۱۱                     | ۱۲                         |
| ۲۰۱۱ | تایلند      | ۱۸                     | ۱۳                         |
| ۲۰۱۲ | ایتالیا     | ۵                      | ۸                          |

## سال ۲۰۲۱
نفرات اعزامی (۴۵ نفر در ۸ رشته):
1. ریاضی: ۶ نفر
2. فیزیک: ۵ نفر
3. شیمی: ۴ نفر
4. زیست: ۴ نفر
5. کامپیوتر: ۴ نفر
6. نجوم: ۱۰ نفر
7. جغرافی: ۴ نفر
8. علوم زمین: ۸ نفر (در سال‌های عادی ۴ نفر است به دلیل غیرحضوری بودن ۸ نفر است)

به گزارش سمپاد، اعضای تیم‌های ملی المپیادهای علمی بعد از رقابت طولانی و گذراندن چندین مرحله آزمون و آموزش و دوره و اردو و انتخاب نهایی توسط کمیته‌های علمی المپیادها اعلام شدند.
اعضای تیم ملی المپیاد دانش‌آموزی شیمی برای رقابت در المپیاد جهانی شیمی ۲۰۲۱ ژاپن (ترتیب نشان از رتبه نیست): محمدحسین برکاتی از مشهد، مهبد علییان فینی از تهران، احسان نادری دونیق از تهران و مهیار افشین‌مهر از تهران.
اعضای تیم ملی المپیاد دانش‌آموزی علوم زمین برای رقابت در المپیاد جهانی علوم زمین ۲۰۲۱ چین (ترتیب نشان از رتبه نیست): آنا میرمیرانی از آمل، پارسا درزی از آمل، امیرحسین افشاری صالح از مشهد و امیرپویا دانشوریان از اصفهان
اعضای تیم ملی المپیاد دانش‌آموزی جغرافیا برای رقابت در المپیاد جهانی جغرافیا ۲۰۲۱ ترکیه (ترتیب نشان از رتبه نیست): محسن نماینده نیاسر از کاشان، یاسر خلیلی از شیراز، فاطمه حیدری از پردیس و ساینا محمدیان از خرم‌آباد
به گزارش ایرنا، وزیر آموزش‌وپرورش پیشتر گفته بود: سازمان ملی پرورش استعدادهای درخشان از سال ۶۶ تاکنون موفق به کسب ۷۶۶ مدال جهانی شده‌است که بیش از ۳۶ درصد آنها دستاورد هشت سال اخیر است و این موضوع نشان می‌دهد که دولت تدبیر و امید به این عرصه به‌عنوان عرصه راهبردی می‌اندیشد.
ایران با کسب سه مدال نقره و سه مدال برنز در شصت و دومین المپیاد جهانی ریاضی در جایگاه بیست و نهم در بین شرکت‌کنندگان قرار گرفت. در شصت و دومین المپیاد جهانی ریاضی که در روسیه برگزار شد (IMO 2021)، ایران با کسب ۳ مدال نقره و ۳ مدال برنز در جایگاه بیست و نهم در بین کشورهای شرکت‌کننده قرار گرفت. در المپیاد جهانی ریاضی سال جاری در مجموع ۵۲ مدال طلا، ۱۰۳ مدال نقره، و ۱۴۸ مدال برنز در بین شرکت‌کنندگان توزیع شد و به ۹۸ شرکت کننده نیز دیپلم افتخار اهدا شد.
ایران با کسب یک مدال طلا و سه مدال نقره در سی و سومین المپیاد جهانی کامپیوتر در جایگاه هفتم در بین شرکت‌کنندگان قرار گرفت. در سی و سومین المپیاد جهانی کامپیوتر که در سنگاپور برگزار شد (IOI 2021)، ایران با کسب یک مدال طلا و ۳ مدال نقره در جایگاه هفتم در بین کشورهای شرکت‌کننده قرار گرفت.
سازمان ملی پرورش استعدادهای درخشان، از افتخارآفرینی تیم‌های ملی المپیادهای علمی کشورمان در رقابت‌های بین‌المللی ۲۰۲۱ با کسب ۱۵ مدال طلا، نقره و برنز در حوزه‌های زیست‌شناسی، ریاضی و فیزیک خبر داد.
به گزارش روابط عمومی سازمان ملی پرورش استعدادهای درخشان (سمپاد)، تیم ملی المپیاد علمی دانش‌آموزی زیست‌شناسی جمهوری اسلامی ایران با کسب مدال طلا توسط زهرا حسینی‌نیا، مدال نقره توسط ادیب وفا فلاح‌پور، مدال برنز توسط علی درستی و مدال برنز از سوی دانیال آزادی خوش درخشید. تیم ملی المپیاد علمی دانش‌آموزی ریاضی نیز با کسب مدال‌های نقره از سوی محمدرضا بدری، سینا عزیزالدین و متین یداللهی و کسب مدال‌های برنز توسط علیرضا رضایی مقدم، مهران طلایی و ایلیا محروقی افتخار آفرینی کردند. نیکا زاهدی، برنا خدابنده، علیرضا سوری، حسن کاظمی و پویا لهبی از دیگر اعضای تیم ملی المپیاد علمی دانش‌آموزی فیزیک بودند که همگی با کسب مدال نقره پرچم مقدس جمهوری اسلامی ایران را در عرصه بین‌المللی برافراشتند. به گزارش ایرنا، وزیر آموزش‌وپرورش پیشتر گفته بود: سازمان ملی پرورش استعدادهای درخشان از سال ۶۶ تاکنون موفق به کسب ۷۶۶ مدال جهانی شده‌است که بیش از ۳۶ درصد آنها دستاورد هشت سال اخیر است و این موضوع نشان می‌دهد که دولت تدبیر و امید به این عرصه به عنوان عرصه راهبردی می‌اندیشد.
اعضای تیم ملی المپیاد دانش‌آموزی کامپیوتر برای رقابت در المپیاد جهانی کامپیوتر ۲۰۲۱ سنگاپور (ترتیب نشان از رتبه نیست):
علی صفری از تهران
علی شاه‌علی از تهران
علیرضا کاویانی از تهران
علیرضا کشاورز هدایتی از تهران
اعضای تیم ملی المپیاد دانش‌آموزی شیمی برای رقابت در المپیاد جهانی شیمی ۲۰۲۱ ژاپن (ترتیب نشان از رتبه نیست):
محمدحسین برکاتی از مشهد
مهبد علییان فینی از تهران
احسان نادری دونیق از تهران
مهیار افشین‌مهر از تهران
اعضای تیم ملی المپیاد دانش‌آموزی علوم زمین برای رقابت در المپیاد جهانی علوم زمین ۲۰۲۱ چین (ترتیب نشان از رتبه نیست):
آنا میرمیرانی از آمل
پارسا درزی از آمل
امیرمحسن افشاری صالح از مشهد
امیرپویا دانشوریان از اصفهان
اعضای تیم ملی المپیاد دانش‌آموزی جغرافیا برای رقابت در المپیاد جهانی جغرافیا ۲۰۲۱ ترکیه (ترتیب نشان از رتبه نیست):
محسن نماینده نیاسر از کاشان
یاسر خلیلی از شیراز
فاطمه حیدری از پردیس
ساینا محمدیان از خرم‌آباد

## سال ۲۰۲۰
سازمان ملی پرورش استعدادهای درخشان از کسب شش مدال رنگارنگ جهانی توسط تیم ملی دانش آموزی المپیاد علمی ریاضی جمهوری اسلامی ایران و پنج پله صعود رتبه تیمی کشور در شصت و یکمین المپیاد جهانی ریاضی ۲۰۲۰ روسیه خبر داد.
به گزارش مشرق، تیم دانش آموزی شش نفره المپیاد علمی ریاضی جمهوری اسلامی ایران که در شصت و یکمین المپیاد جهانی ریاضی ۲۰۲۰ روسیه شرکت کرده با کسب یک مدال طلا سه مدال نقره و دو مدال برنز با تصاحب جایگاه ۱۸ جهانی در میان ۱۱۰ کشور نسبت به سال گذشته پنج پله صعود کرد.
بنا بر این گزارش در المپیاد جهانی ۲۰۲۰ ریاضی که به میزبانی در سی و یکم شهریور و یکم مهر ماه ۱۳۹۹ بصورت مجازی برگزار شد تیم شش نفره ایران مدال‌های زیر را تصاحب کرد:
علیرضا حقی مدال طلای جهانی
کیان شمسایی مدال نقره جهانی
محمد مشتاقی فر مدال نقره جهانی
علی میرزایی اناری مدال نقره جهانی
سیدرضا حسینی دولت‌آبادی مدال برنز جهانی
متین یدالهی مدال برنز جهانی
سازمان ملی پرورش استعدادهای درخشان از موفقیت چشمگیر تیم ملی المپیاد علمی دانش‌آموزی نجوم و اخترفیزیک خبر داد.
به گزارش روابط عمومی سازمان پرورش استعدادهای درخشان، تیم ملی دانش آموزی جمهوری اسلامی ایران در المپیاد جهانی نجوم و اختر فیزیک با کسب دو مدال طلا، دو مدال نقره، چهار مدال برنز و دو دیپلم افتخار به مقام پنجم جهان دست یافت.
المپیاد جهانی امسال به شکل مجازی و به میزبانی کشور اسلواکی در سه روز برگزار شد.
مدال‌های طلا: کسری حاجیان و پرشان جوان رود
مدال‌های نقره: علی رازقندی و متین محمدی سرای
مدال‌های برنز: امیر حسین حاجی محمد رضایی، فاطمه علی مرادی، حسین محمدی و محمد مهدی واحدی
دیپلم افتخار: امیر رضا قدیانی و محمد امین ثریا
رئیس سازمان ملی پرورش استعدادهای درخشان گفت: از میان ۲۸ دانش آموز شرکت کننده در المپیادهای بین‌المللی سال ۲۰۲۰، ۲۷ دانش آموز مدال جهانی و یک نفر دیگر دیپلم افتخار کسب کرد.
الهام یاوری روز دوشنبه در گفت و گو با خبرنگار گروه دانشگاه و آموزش ایرنا افزود: تابستان سال گذشته به دلیل شیوع ویروس کرونا ۲ المپیاد جهانی فیزیک و جغرافیای دانش آموزی برگزار نشد، اما سایر المپیادهای جهانی در رشته ریاضی، زیست‌شناسی، کامپیوتر و شیمی و نجوم برگزار شدند.
وی ادامه داد: ۶ نفر اعضای تیم المپیاد ریاضی، چهار نفر المپیاد زیست‌شناسی، چهار نفر شیمی، چهار نفر از تیم کامپیوتر و ۱۰ نفر اعضای تیم المپیاد نجوم بودند.
رئیس سازمان ملی پرورش استعدادهای درخشان یادآور شد: از میان ۲۸ دانش آموز شرکت کننده در مسابقات بین‌المللی، هفت مدال طلای جهانی، ۱۱ مدال نقره جهانی، ۹ مدال برنز جهانی و یک دیپلم افتخار کسب شد.
یاوری همچنین دربارهٔ تعداد شرکت‌کنندگان المپیادهای ملی دانش آموزی نیز توضیح داد: دانش‌آموزان برای شرکت در المپیادها در وهله اول در یک دوره تابستانی شرکت می‌کنند که در نهایت از دانش‌آموزان امتحانات مختلفی گرفته می‌شود. وی افزود: ۵۴۱ دانش آموز در دوره تابستانی سال گذشته شرکت کردند که از این میان به ۵۰۷ نفر از آنها مدال ملی داده شد.
رئیس سازمان ملی پرورش استعدادهای درخشان عنوان کرد: دانش آموزان سال گذشته توانستند ۱۱۶ مدال طلای کشوری، ۱۹۹ مدال نقره کشوری و ۱۹۲ مدال برنز ملی کسب کنند و سایر دانش آموزان حد نصاب نمره را کسب نکردند و به آنها گواهی حضور در دوره داده شده‌است. یاوری با بیان اینکه دانش آموزان سال گذشته نتایج قابل قبولی در المپیادهای دانش‌آموزی کسب کردند، گفت: به‌طور مثال در المپیاد کامپیور که به صورت مجازی برگزار شد، ایران سال گذشته برای اولین بار در این رشته توانست مدال طلا کسب کند.
به گزارش ایرنا، محسن حاجی میرزایی وزیر آموزش‌وپرورش پیشتر گفته بود: سازمان ملی پرورش استعدادهای درخشان از سال ۶۶ تاکنون موفق به کسب ۷۶۶ مدال جهانی شده‌است که بیش از ۳۶ درصد آنها دستاورد هشت سال اخیر است و این موضوع نشان می‌دهد که دولت تدبیر و امید به این عرصه به‌عنوان عرصه راهبردی می‌اندیشد. وی افزود: چگونگی شناسایی و پرورش استعدادهای درخشان، یکی از اساسی‌ترین سؤالات نظام‌های آموزشی است و پاسخ به این سؤال، یک ضرورت راهبردی برای هر نظام آموزشی است.

## المپیاد نانو
دوازدهمین دوره المپیاد نانو
دومین المپیاد بین‌المللی فناوری نانو ۱۰ تا ۱۴ ژانویه سال ۲۰۲۱ در دانشگاه سلطان قابوس کشور عمان برگزار می‌شود.
به گزارش ستاد توسعه فناوری نانو، پس از اولین المپیاد بین‌المللی نانو (INO) که از ۱۰ تا ۱۶ آوریل ۲۰۱۸ در تهران با حضور دانشجویان دانشگاه‌های روسیه، اتحادیه اروپا، کره جنوبی، تایوان، ایران و مالزی برگزار شد، دومین المپیاد بین‌المللی نانو ۱۰ تا ۱۴ ژانویه سال ۲۰۲۱ در دانشگاه سلطان قابوس کشور عمان برگزار می‌شود.
INO یک رقابت بین‌المللی در بین دانشجویان علاقه‌مند به حوزه فناوری نانو بوده که با هدف پرورش مهارت حل مشارکتی چالش‌های علمی و فناوری برگزار می‌شود.
همچنین اهداف دیگری برای سازمان‌دهی INO وجود دارد که از آن جمله می‌توان به ترغیب دانش‌آموزان به منظور افزایش دانش خود در زمینه فناوری نانو و کسب مهارت برای حل چالش‌های صنعتی، بهبود دانش و مهارت‌های شرکت‌کنندگان در فرآیندهای نوآوری و تجاری‌سازی، تقویت روحیه کار تیمی در بین شرکت‌کنندگان، شناسایی و حمایت از دانشجویان با استعداد در زمینه فناوری نانو در سراسر جهان و فراهم کردن زیرساخت‌های مناسب به منظور گسترش همکاری‌های علمی و فناوری بین محققان جوان اشاره کرد.
اولین المپیاد جهانی فناوری‌نانو با میزبانی جمهوری اسلامی ایران از ۲۱ تا ۲۶ فروردین ۱۳۹۷ در پارک فناوری پردیس با حضور نمایندگانی از ۸ کشور آسیایی و اروپایی برگزار شد. سه تیم از اتحادیه اروپا و ۶ تیم از آسیا در این رقابت شرکت کردند. کشورهای تایوان، مالزی، روسیه و کره جنوبی، هر کدام یک تیم، اتحادیه اروپا سه تیم و جمهوری اسلامی ایران دو تیم در این رقابت داشتند.

## ریاضی
تیم ۷ نفره دانش‌آموزان ایرانی اعزامی به چهاردهمین دوره مسابقات بین‌المللی ریاضیات IMC UNION سنگاپور با کسب ۲ مدال طلا، ۲ مدال نقره و ۳ مدال برنز برگ زرین دیگری بر افتخارات علمی کشورمان افزودند.
به گزارش ایسنا، چهاردهمین دوره مسابقات IMC UNION با شرکت حدود ۱۵۰۰ دانش‌آموز از ۲۰ کشور جهان و از روز ۴ مرداد در کشور سنگاپور آغاز شد و تا روز ۸ مرداد ادامه خواهد داشت.
در این دوره، مریم ولی (اصفهان) و کیمیا نوروزی (تهران) صاحب نشان طلا، آرمین امامی (اصفهان) و محمدحسین رضایی (تبریز) صاحب نشان نقره و ترانه بنا (تهران)، محمد صدرا زارعی (تهران) و مهدی نیکوپور (تهران) صاحب نشان برنز شدند.
از ویژگی‌های بارز این مسابقه می‌توان به مسائل زیبا و چالش‌برانگیز آن که راه‌حل‌های خلاقانه‌ای دارند و هم‌چنین به برنامه‌های متنوع علمی و فرهنگی جانبی آن اشاره کرد.
به گفته امیررضا عرب، سرپرست تیم اعزامی، در ۶ دوره حضور ایران در این مسابقات، ۹۳ دانش‌آموز ایرانی در مقاطع ابتدایی و متوسطه در این رقابت شرکت کرده‌اند که حاصل آن کسب ۸۷ مدال رنگارنگ شامل ۲۳ مدال طلا بوده‌است.
دانش‌آموزان ایرانی پس از موفقیت در آزمون‌های انتخابی و گذراندن دوره آماده‌سازی در مرکز پرورش ریاضی‌پژوهان خلاق به این مسابقات اعزام شدند.
تیم ۲۱ نفره دانش آموزی ایران در سیزدهمین دوره رقابت‌های جهانی وحدت ریاضی در سنگاپور و در مسابقه با دانش آموزان ۱۳ کشور جهان ۲۱ مدال طلا، نقره و برنز کسب کردند.
به گزارش ایرنا، در مسابقات علم ریاضی سنگاپور که از چهارم اوت (۱۳ مرداد) آغاز شد، حدود یکهزار و ۴۰۰ دانش آموز از ۱۳ کشور جهان به رقابت پرداختند و دانش آموزان ایرانی موفق به کسب ۶ مدال طلا، ۱۲ مدال نقره و ۳ مدال برنز شدند.
امیرمحمد محقق دولت‌آبادی، کیان کیانی راد، پوریا زارعی، امیر حسین کوتاهی، سید آریان وهاب پور و آرین علوی رضوی راوری در سیزدهمین دوره مسابقات جهانی وحدت ریاضی در سنگاپور موفق به کسب ۶ مدال طلا برای تیم ریاضی دانش آموزان ایران شدند.
سید رستا جاهد، سید آرمین وهاب پور، پارسا کیا، آریا واحدی، سید ایلیا حسنی، امیر محمد مؤمن آبادی، آروین امیرحسینی، آراد اکبری، علی حنفی، محمد مهدی حصیری، علی امینیان تبریزی و آرشیا فرج‌اللهی نیز مدال نقره این مسابقات را به تیم دانش آموزی ایران اختصاص دادند. امین بیدختی، آرتین فرج‌اللهی و سید عرفان میرعنایت نیز با کسب ۳ مدال برنز برای تیم کشورمان افتخارآفرینی کردند.
تیم ایران را در این رقابت علمی، دانش آموزان پایه‌های چهارم تا هشتم تشکیل می‌دادند که همه دانش آموزان موفق به کسب یکی از افتخارات مدال طلا، نقره یا برنز این مسابقات شدند.
در این مسابقه دانش آموزان کشورهای ایران، چین، استرالیا، کره جنوبی، سنگاپور، فیلیپین، هند، مالزی، اندونزی، تایلند، ویتنام، هنگ کنگ و لائوس حضور داشتند.
تیم چین در این رقابت‌ها که روز سه شنبه پایان یافت ۳۰ طلا، ۴۵ نقره و ۹۹ مدال برنز کسب کرد و تیم تایلند نیز صاجب ۱۸ مدال طلا، ۳۵ نقره و ۵۵ مدال برنز شد. تیم سنگاپور نیز ۱۵ مدال طلا کسب کرد.
تیم دانش آموزی ایران سال گذشته نیز در دوازدهمین دوره رقابت‌های جهانی وحدت ریاضی در سنگاپور موفق به کسب سه مدال طلا، ۵ مدال نقره، ۱۵ مدال برنز و سه دیپلم شد.
تیم ۲۶ نفره دانش آموزی ایران سال گذشته شامل ۱۴ دانش آموز دختر مستعد و منتخب از مدارس استعدادهای درخشان در مقطع متوسطه و ۱۲ دانش آموز پسر از این مدارس ایران با حدود یکهزار و ۲۰۰ دانش آموز از کشورهای مختلف جهان به رقابت پرداختند و موفق به کسب ۲۳ مدال شدند.
تیم‌های ایران در پنج دوره این مسابقات جهانی ریاضی دانش آموزی ۷۴ مدال کسب کرده‌اند که ۲۱ مدال آن طلا است.

## المپیاد دانشجویی
افتخارآفرینی دانشجوی دانشگاه صنعت نفت در المپیاد جهانی ریاضی
افتخارآفرینی دانشجوی دانشگاه صنعت نفت در المپیاد جهانی ریاضی
دانشجوی دانشگاه صنعت نفت در المپیاد جهانی انفرادی ریاضی سال ۲۰۱۵ در شهر اهرید کشور مقدونیه، موفق به کسب مدال برنز این المپیاد شد.
به گزارش شانا، المپیاد دانشجویی انفرادی Seemous) ۲۰۱۵) امسال از ۳ تا ۸ مارس، در شهر اهرید کشور مقدونیه با حضور تیمهای ملی کشورهای مختلف دنیا برگزار شد.
آزمون این المپیاد در قالب چهار سؤال به مدت پنج ساعت، در روز پنجم مارس برگزار شد و نتایج رسمی در روز هفتم مارس (شنبه ۱۶ اسفند ماه) از سوی هیئت داوری اعلام شد و جواد دیلمی، دانشجوی دانشگاه صنعت نفت توانست به عنوان یکی از سه نماینده ایران مدال برنز این مسابقات را کسب کند.
امسال آزمون انتخابی تیم ملی ایران برای شرکت در Seemous ۲۰۱۵ در دو مرحله (آبان و د ماه ۱۳۹۳) به میزبانی دانشگاه یزد برگزار شد که انجمن ریاضی ایران مسئولیت گزینش تیم ملی را برای شرکت در این المپیاد برعهده دارد.
همه دانشجویان دانشگاه‌های سراسر کشور می‌توانند در این آزمونها شرکت کنند، اما به دلیل سطح بالای ریاضی به کار رفته در سوالات، به‌طور معمول تنها دانشجویان ریاضی در این آزمون شرکت می‌کنند.
پس از بررسیهای به عمل آمده، سه نفر برای حضور در این المپیاد انتخاب شدند که جواد دیلمی با وجود این که دانشجوی رشته ریاضی نبوده و در دانشکده نفت اهواز به تحصیل در رشته مهندسی نفت مشغول است به دلیل کسب نمره‌ها به عنوان یکی از این نفرات برگزیده شد.
به گزارش روابط عمومی دانشگاه صنعت نفت، المپیاد جهانی دانشجویی در طول یک سال و به دو صورت تیمی و انفرادی در دنیا برگزار می‌شود.
المپیاد دانشجویی تیمی (IMC) هر سال به میزبانی یکی از دانشگاه‌های دنیا و با حضور تیمهای شرکت کننده از دانشگاه‌های سراسر جهان برگزار می‌شود؛ در این نوع المپیاد جنبه تیمی مطرح است و نتایج المپیاد نیز به صورت تیمی منتشر می‌شود.
المپیاد دانشجویی انفرادی (Seemous) هر سال به میزبانی انجمن ریاضی اروپا در یکی از شهرهای اروپایی برگزار می‌شود؛ در این المپیاد تیمهای ملی کشورهای مختلف دنیا شرکت می‌کنند اما تنها نتیجه انفرادی ملاک است.

## ریاضی WMC
دانش آموزان نخبه ایرانی در مسابقات جهانی ریاضی «دبلیو ام سی» انگلیس موفق به کسب عنوان قهرمانی شدند.
به گزارش پارس تودی، «مصطفی نوری» مدیر خانه ریاضی تهران روز جمعه در گفت‌وگو با ایرنا گفت: ۵۱ دانش‌آموز نخبه ایرانی از پایه‌های هفتم تا یازدهم و بین سنین ۱۲ تا ۱۶ سال موفق شدند، ۳۰ مدال طلا، ۳۸ مدال نقره و ۳۹ مدال برنز، ۳ جام فردی و ۸ مدال «اورال» را از مسابقات جهانی ریاضی «دبلیو ام سی» انگلیس کسب کنند. (در مجموع ۱۰۷ مدال)
به گفته مدیر خانه ریاضی تهران، مسابقات جهانی ریاضی همزمان در شش کشور برگزار شد و دانش آموزان ایرانی از تمام رده‌های سنی در انگلیس و در کنار دانش آموزانی از کشورهای آمریکا، بلغارستان، هند و استرالیا شرکت کرده بودند.
نوری افزود: ۱۳ دانش آموز ایرانی برای شرکت در اردوی تابستانی مرحله دوم نهایی مسابقات جهانی ریاضی انتخاب شدند که سال آینده در دانشگاه ملبورن استرالیا برگزار خواهد شد.
مسابقات جهانی ریاضی «دبلیو ام سی» انگلیس از روز چهارشنبه گذشته (۱۷ اکتبر) در ۹ دور مختلف در مجموعه آموزشی «"رویال الکساندرا آلبرت اسکول» انگلیس برگزار شد.
این بیست و سومین دور از مسابقاتی است که مجموعه خانه ریاضی تهران در آن شرکت می‌کند و طی ۱۰سال گذشته بیش ۷۰۰ مدال کسب کرده‌است.

## المپیاد جهانی مهارت
ایران در ۴۲ رشته المپیاد جهانی مهارت نماینده خواهد داشت. به گزارش ایرنا، علی اوسط هاشمی روز شنبه در دیدار با هدایت الله جمالی پور استاندار قزوین، افزود: در برخی رشته‌ها مانند آرایشگری و آشپزی از حیث مسایل شرعی محدودیت‌هایی برای حضور داشتیم به همین دلیل نماینده ای در آنها نداریم. وی اظهار داشت: البته در پی رفع موانع حضور در این رشته‌ها و فراهم سازی زمینه حضور بدون مشکل نمایندگان کشورمان در این رشته‌ها هستیم. این مسوول اظهار داشت: تلاش داریم تا نمایندگان ایران در المپیاد جهانی مهارت، نتایج خوبی را برای میهن عزیزمان کسب کنند. هاشمی افزود: بخش خصوصی از نمایندگان ۹ رشته در این رقابت‌ها حمایت می‌کند و همچنین در ۱۲ رشته حامیان مالی (اسپانسر) برای پشتیبانی اعلام آمادگی کرده‌اند. رئیس سازمان آموزش فنی و حرفه ای خاطرنشان کرد: در ادوار گذشته شرکت کنندگان در المپیاد، محدود به کارآموزان فنی و حرفه ای بودند ولی برای دوره پیش رو از ظرفیت دانش آموزان و دانشجویان با همکاری وزارتخانه‌های آموزش و پرورش و علوم بهره‌مند شده‌ایم. این مسوول با اشاره به نقش المپیاد جهانی در ترویج و توسعه فرهنگ مهارت در دنیا، گفت: مسابقات جهانی مهارت از چنان اهمیتی برخوردار است که رهبران و روسای جمهور کشورهای میزبان در آن حضور یافته و سخنرانی می‌کنند.

## فدراسیون جهانی مخترعین
عضویت ۱۱۵ دانش‌آموز ایرانی در فدراسیون جهانی مخترعین. دبیر علمی جشنواره ملی دانش‌آموزی ابن سینا با اشاره به عضویت اولین گروه دانش‌آموزی ایران در فدراسیون جهانی مخترعین گفت کسب ۴۳ مدال رنگارنگ حاصل موفقیت دانش‌آموزان ایرانی در مسابقات جهانی اختراعات ژنو سوئیس بود. به گزارش دبیرخانه دائمی جشنواره بین‌المللی دانش آموزی ابن سینا، مهدی رشیدی جهان، دبیر علمی جشنواره دانش آموزی ابن سینا اظهارداشت: پیرو تفاهم نامه صورت گرفته با دفتر فدراسیون جهانی مخترعین (IFIA) اولین گروه دانش آموزی ایران شامل ۱۱۵ نفر از برگزیدگان دوره‌های مختلف جشنواره دانش آموزی ابن سینا به عنوان مخترعین جهانی با پسوند INV و دارای پروفایل و کد اختصاصی در محل این فدراسیون در ژنو سوئیس به ثبت رسیدند. وی افزود: مخترعین ایرانی ثبت شده در فدراسیون جهانی، از کلیه استان‌های ایران و دانش آموزان دارای پروژه‌های علمی و نوآورانه هستند که همین امر بیانگر سطح بالای دانش و آموزش در سراسر ایران است. رشیدی جهان با اشاره به مسابقات جهانی اختراعات ژنو که در روزهای ۱۸ تا ۲۰ ژوئیه ۲۰۲۱ (۲۷ تا ۲۹ تیرماه ۱۴۰۰) که به صورت مجازی در سوئیس برگزار شد، بیان داشت: دانش آموزان ایرانی در این مسابقات شگفتی ساز بوده و در رشته‌های مختلف از جمله فنی مهندسی، علوم کامپیوتر، کشاورزی و محیط زیست، شیمی و زیست‌شناسی، پزشکی و غیره صاحب ۱۳طلا، ۲۰نقره، ۱۰ برنز و کسب مجموعاً ۴۳ مدال رنگارنگ از این مسابقات شدند. این مسابقات به صورت بین‌المللی و با حضور ۶۵۰ نوآور از سراسر جهان تحت نظر IFIA برگزار شد.
به نقل از دبیرخانه دائمی جشنواره بین‌المللی دانش آموزی ابن سینا، مدال آوران مسابقات جهانی ژنو: دینا کریمیان- عبدالله کریمیان- سیده آوا رییسی- یگانه قاسمی- سامی سلیمانی- ایلیا فرهنگ- رهام جمشید- سینا سعیدی- مهدی عابدینی- علی بهزادفر- محمدصالح رضایی- آراد اسکندری- امیرحسین جهانشاهی- امیرحسین بابایی- دانیال مظاهری- امیرحسین محمد شفیعی موفق به کسب مدال طلا شدند.
امیرحسین الیاسی- محمدصدرا دهقان- علی یزدانی- بهنود درودی- آراد آریان راد- شهراد حقانی- امیرکسری احمدی پور- آرش نجمی- عرفان سیچانی- آرتین قاسمیان- مانی محمدی درویشوند- سام ترابی- کیان احمدی‌تبار- مهرسام فرج پور- فربد امامی- محمد سمیعی- محمدحسین نام نبات- پارسا شاهمرادی- وحید خوندابی- مسیح صنایی- امیرحسام فرحناکیان- فرشاد کیوان شکوهی- سید آریا رئوفی- آرین سرفراز- نیما نعمت – رضا ناظمی- سید امیرعباس محقق طباطبایی- محمدحسین صنایی- پویا سهرابی- صدرا صفایی- مهدی شریفی- بهار احمدی به مدال نقره دست یافتند.
هیراد میاندار- امیراعلا تقی‌زاده- کیانمهر محمدی- ماهان حسینی-ماهان امیدی- رادمان باقری- پویا احمدی رنانی- مهدیار مطیعیان- مبین ابوطالبیان- معین ابوطالبیان- متین ابوطالبیان- سید هومن حسینی- ارشیا محمد شفیعی- فاضل سهرابی- فاضله سهرابی- شهیاد جزینی- امیرحسین فرحناکیان به مدال برنز این مسابقات رسیدند.
دبیر علمی جشنواره دانش آموزی ابن سینا با یادآوری از برگزاری ششیمین دوره جشنواره دانش آموزی ابن سینا در روزهای ۱۳ تا ۱۹ شهریور ماه به صورت برخط، گفت: این دوره از جشنواره به صورت بین‌المللی و با شرکت ۸۰۰ تیم از سراسر جهان و با حمایت فدراسیون جهانی مخترعین IFIA برگزار می‌شود.

## المپیاد ریاضی مدارس آسیا (SASMO)
مدال آوران طلا و نقره المپیاد SASMO، مجوز شرکت در المپیاد IJMO را کسب خواهند نموده‌اند.
قویدل گفت: دانش مدال آور هرمزگانی از اعضای فعال پژوهش سرای دانش آموزی قاسمی ناحیه یک بندرعباس و پژوهش سرای ولایت ناحیه ۲ بندر عباس هستند.
وی ابرازداشت: المپیاد ریاضی مدارس (SASMO) بزرگترین رویداد علمی دانش آموزی در سطح آسیا است که همه ساله با حضور ده‌ها هزار دانش آموز از کشورهای آسیایی در پایه‌های دوم تا یازدهم برگزار می‌شود.
این مسوول ادامه داد: هدف از برگزاری این المپیاد شناسایی، آماده‌سازی و تشویق دانش آموزان مستعد آسیایی و ارزیابی میزان رشد هر ساله این دانش آموزان است. المپیاد ریاضی مدارس آسیا از اول تا سوم اردیبهشت ۱۴۰۰ به صورت آنلاین برگزار شد و دانش آموزان کشورهای ترکیه، پاکستان، ازبکستان، غنا، سنگاپور، مالزی، فیلیپین، ایران، مکزیک، اندونزی، هند، تایلند، کامبوج، هنگ کنگ، ماکائو، ویتنام، برزیل، چین، بلغارستان، لائوس، مالدیو، میانمار، روسیه، مصر، آمریکا، قزاقستان، نپال، مغولستان، برونئی، کویت، امارات، با هم به رقابت پرداختند.

## المپیاد بین‌المللی علوم نوجوانان
شانزدهمین دوره المپیاد علوم نوجوانان با حضور دانش آموزانی از ایران و حدود ۷۰ کشور جهان در دوحه قطر برگزار شد.
سها نصیری کما در مجموع امتیازات بخش تستی، تئوری و آزمایشگاهی موفق به کسب مدال برنز شد. تیم اعزامی از سوی مؤسسه اندیشه‌های خلاق جوان آریایی عبارت بودند از سها نصیری کما، سید طاها میر خوش چهره، علی آریان پور، سحر جهان زاد، نازنین رضوانی و ثنا شریعتندار. هجدهمین دوره المپیاد بین‌المللی علوم نوجوانان (IJSO 2021) از ۲۱ تا ۳۰ آذر ماه ۱۴۰۰ با رقابت دانش آموزانی از ۵۰ کشور به میزبانی امارات متحده عربی (به صورت غیرحضوری) برگزار می‌شود. دینا ایزدی، مدیرعامل مؤسسه اندیشه‌های خلاق جوان آریایی و نماینده رسمی این رقابت‌ها در ایران در گفت‌وگو با خبرنگار دیده‌بان علم ایران خاطرنشان کرد: برگزار کننده این مسابقات در ایران مؤسسه اندیشه‌های خلاق جوان آریایی با همکاری مؤسسه علم و فن ادیب می‌باشند و دانش آموزان گروه سنی ۱۲–۱۵ سال پس از شرکت در آزمون کشوری IRJSO و طی دوره‌هایی جهت شرکت در این المپیاد بین‌المللی انتخاب می‌شوند.

## مسابقه بین‌المللی فیزیکدانان و طبیعی دانان جوان
تیم اعزامی ایران به مسابقه بین‌المللی فیزیکدانان جوان اتریش موفق به کسب رتبه دوم مسابقات شد. در مسابقه فیزیکدانان جوان (AYPT 2019) که از ۲۵ تا ۲۷ آوریل در دانشگاه مونتانا لئوبن کشور اتریش برگزار شد تیم اعزامی از ایران متشکل از رها محسنی، نگین خطیب و مژده باقری مقدم در بین ۱۴ تیم موفق به کسب رتبه دوم شدند.
هفت مدال، رهاورد دانش آموزان ایرانی از تورنومنت بین‌المللی دانشمندان جوان. بیست و ششمین دوره کنفرانس و تورنومنت بین‌المللی دانشمندان جوان با حضور تیمی از دانش آموزان ایرانی در مالزی برگزار شد. در بیست و ششمین دوره کنفرانس بین‌المللی دانشمندان جوان که با حضور ۲۹ کشور اروپایی، آسیایی، آمریکایی و… برگزار شد تیمی از ایران شامل مهسا گرامی منش، سحر سمسارها، شیما بهرامی، آرمینا دارایی، نگین منصوری، مهرا نوری، رژان اسدی، شمیسا لطفی، یاسمین کربلایی کامران، ماهان متقی راد و امین فراهانی شرکت داشتند که در پایان امین فراهانی در بخش مهندسی و سحر سمسارها در بخش فیزیک، نشان نقره و ماهان متقی راد، آرمینا دارایی و مهسا گرامی منش در بخش فیزیک نشان برنز گرفتند. وی خاطرنشان کرد: مهسا گرامی منش و شیما بهرامی هم با ارائه پوستر در بخش فیزیک موفق به کسب نشان شدند. فرانه فرشید و شمیسا لطفی نیز در بخش فیزیک گواهینامه ویژه دریافت کردند.
ایران در جایگاه سوم مسابقه بین‌المللی طبیعی دانان نوجوان. ششمین دوره مسابقه علوم طبیعی دانان نوجوان (IYNT2018) با حضور تیم‌هایی از ایران در تفلیس گرجستان برگزار شد. در این دوره از مسابقات ۱۵ تیم از کشورهای نیوزیلند، بلاروس، کرواسی، روسیه، سوئیس، بلغارستان، گرجستان، قزاقستان و … شرکت داشتند و از ایران هم دو تیم منتخب مسابقه داخلی توسط مؤسسه اندیشه‌های خلاق جوان آریایی در این مسابقه حضور یافته بودند. وی دربارهٔ نحوه برگزاری این مسابقات گفت: تیم‌های نوجوان در رده سنی ۱۲ تا ۱۶ سال به زبان انگلیسی و طبق قوانینی مشابه مسابقه IYPT (مسابقه فیزیکدانان نوجوان) در سه مرحله در حل مسائل از پیش اعلام شده به رقابت می‌پردازند و در مرحله چهارم با مسائل جدیدی که در مسابقه اعلام می‌شود به ساخت ست آپ آزمایشگاهی و انجام آزمایش و تجزیه و تحلیل داده‌ها و در نهایت به چالش کشیدن رقبای خود می‌پردازند. در پایان ۹ تیمی که امتیاز بالا به دست می‌آورند وارد مرحله نیمه نهایی شده و برندگان هر گروه وارد مرحله فینال مسابقه می‌شوند.

## مسابقات جهانی ریاضی
مسابقات جهانی دوئل ریاضی یا مسابقات جایزه بزرگ(MathHome Prize)، چهل چراغ، دوئل ریاضی، (Math Duel)
مسابقات جهانی اردوش
مسابقات جهانی غیررقابتی

## المپیاد جهانی هندسه
هندسه، یکی از حوزه‌های درخشش تمدن ایرانی - اسلامی است و در آثار علمی دانشمندان گذشته ما نیز نمودی آشکار دارد. هندسه به عنوان یکی از شاخه‌های اصلی ریاضیات، قدمتی باستانی دارد و حل مسائل هندسی به عنوان چالشی خلاقیت‌برانگیز همواره درمیان ریاضیدانان و دوستداران ریاضیات از محبوبیت بالایی برخوردار بوده است. در سال ۱۳۹۳ جمعی از معلمان و علاقه‌مندان این حوزه با هدف ترویج و عمومی کردن هندسه در سطح کشور و ایجاد بستری مناسب برای ارتباط بین علاقه‌مندان در سرتاسر جهان، اقدام به راه‌اندازی «المپیاد هندسه ایران (IGO)» کردند. «المپیاد هندسه ایران» یکی از معدود مسابقات دانش‌آموزی در سطح بین‌المللی است که جمهوری اسلامی ایران مبدع و آغازگر آن بوده است.
نفرات برتر دهمین دوره در سال ۲۰۲۳ اعلام شدند.
دهمین دوره در ایران و هم زمان ۶۲ کشور برگزار شد.
سطح پیشرفته ۶ طلا و ۵ نقره و ۹ برنز
سطح متوسط ۶ طلا و ۹ نقره و ۱۳ برنز
سطح مقدماتی ۶ طلا و ۹ نقره و ۱۲ برنز
در مجموع نفرات ایران در سال ۲۰۲۳ میلادی ۱۸ طلا و ۲۳ نقره و ۳۴ برنز (در کل ۷۵ مدال) کسب کردند.

## مسابقه جهانی ریاضی WMI
نتایج ایران به شرح زیر است:
سال ۲۰۲۳: 
یازدهمین مرحله بین‌المللی مسابقه جهانی دعوت به ریاضیات WMI و دومین مرحله برگزاری در ایران، با حضور بیش از ۴۵۰۰ دانش‌آموز در تمام پایه های تحصیلی از پایه پیش دبستانی تا پایه دوازدهم از سراسر کشور ایران در مرحله مقدماتی در ۱۴ اردیبهشت ماه ۱۴۰۲ برگزار شد. در دومین حضور دانش‌آموزان کشورمان در این رقابت بین‌المللی در مرحله مقدماتی در مجموع ۱۱۰ مدال با ارزش طلا، نقره و برنز کسب نمودیم.
دانش‌آموزان راه یافته به مرحله فینال، در روزهای ۲۸ و ۲۹ تیر ماه در شهر تبریز در دانشگاه تبریز در رقابت جهانی با تمام دانش‌آموزان هم پایه خود، بار دیگر توانستند نتایج درخشانی کسب کنند. حاصل تلاش دانش‌آموزان کشورمان، ۴ مدال الماس، ۱۱ مدال طلا، ۱۴ مدال نقره و ۱۰ مدال برنز و در کل ۳۹ مدال بود.
سال ۲۰۲۲:
اولین دوره‌ مسابقه جهانی دعوت به ریاضیات ۲۰۲۲ در ایران، در یکم اردیبهشت ماه سال ۱۴۰۱ برگزار شد. در کل مرحله مقدماتی و فینال این مسابقه نزدیک ۳۰۰۰ دانش‌آموز در تمام پایه‌های تحصیلی از سراسر کشور عزیزمان ایران شرکت کرده بودند. دانش آموزان ایران در مرحله فینال توانستند ۲ مدال الماس، ۱۹ مدال طلا، ۲۴ مدال نقره و ۷ مدال برنز و در کل ۵۰ مدال کسب کنند.

## مسابقات جهانی چرتکه
حداقل سه نهاد بین المللی مسابقات جهانی چرتکه برگزار می کنند. یوسی مس یکی از آن ها است.
در سال ۲۰۲۱ به صورت آنلاین برگزار شد و ۸۶۹ ایرانی در فهرست برندگان مدال بودند.
در سال ۲۰۲۲ به صورت آنلاین برگزار شد و ۶۱۷ ایرانی در فهرست برندگان مدال بودند.

## رباتیک فیراکاپ
۱۷ مدال در مسابقات ۲۰۲۴ توسط ایران کسب شد.

## المپیاد جهانی روباتیک
سال ۲۰۲۳ مدالی کسب نشد.

## نتایج بین المللی
منبع:
نتایج مسابقات بین المللی
```
   INTERNATIONAL JUNIOR HONOR SOCIETY (IJHS)
       IJHS-2023
   المپیاد ریاضی آسیایی (SASMO)
       نتایج سال ۲۰۱۹
       نتایج سال ۲۰۲۰
       نتایج سال ۲۰۲۱
       نتایج سال ۲۰۲۲
       نتایج سال ۲۰۲۳
       نتایج سال ۲۰۲۴
   المپیاد علوم آسیایی (VANDA)
       نتایج سال ۲۰۲۰
       نتایج سال ۲۰۲۱
       نتایج سال ۲۰۲۳
       نتایج سال ۲۰۲۴
   المپیاد خلاقیت آسیایی (DrCT)
       نتایج سال ۲۰۲۰
       نتایج سال ۲۰۲۱
       نتایج سال ۲۰۲۲
       نتایج سال ۲۰۲۴
   المپیاد زبان انگلیسی (KGL)
       نتایج سال ۲۰۲۱
       نتایج سال ۲۰۲۲
       نتایج سال ۲۰۲۳
       نتایج سال ۲۰۲۴
   المپیاد نوجوانان آسیا (IJMO)
       نتایج سال ۲۰۱۹
       نتایج سال ۲۰۲۰
       نتایج سال ۲۰۲۱
       نتایج سال ۲۰۲۲
       نتایج سال ۲۰۲۳
   المپیاد ریاضی سنگاپور (SIMOC)
       نتایج سال ۲۰۲۰
       نتایج سال ۲۰۲۱
       نتایج سال ۲۰۲۴
   المپیاد علوم آسیایی - مرحله دوم (VANDA-FINAL)
       نتایج سال ۲۰۲۰
       نتایج سال ۲۰۲۱
       نتايج سال ۲۰۲۲
       نتایج سال ۲۰۲۳
   المپیاد ریاضی آمریکا (AMO)
       نتایج سال ۲۰۲۱
       نتایج سال۲۰۲۲
       نتایج سال ۲۰۲۳
   المپیاد بين المللي ریاضی سينگا (SINGA)
       نتایج سال ۲۰۲۲
       نتایج سال ۲۰۲۳
   المپیاد بین المللی هندسه (IGC)
       نتایج سال ۲۰۲۳
   المپیاد بین المللی ریاضی سینگا فاینال ( SINGA GF)
       نتایج سال ۲۰۲۳
```